# I. legija Adiutrix
Prva pomožna legija (latinsko Legio prima Adiutrix) je bila rimska legija, ki jo je leta 68 na Neronov ukaz ustanovil guverner Tarakonske Hispanije Galba. Zadnje dokumentirano leto njenega delovanja je bilo leto 344, ko je bila nameščena v Brigeciju, sedanjem Szönyju na Madžarskem, v rimski provinci Spodnji Panoniji. Simbol legije je bil kozorog, ki se je uporabljal skupaj s krilatim konjem Pegazom. Na čeledah legionarjev je bil delfin.

## Zgodovina

### Ustanovitev
Legija je nastala verjetno iz I. legije Classica, ki jo je ustanovil Neron iz mornarjev rimske vojne mornarice (classis misenensis). Legijo je kasneje dopolnil Galba. Nameščena je bila blizu Rima.

### Leto štirih cesarjev
V zmešnjavah v letu štirih cesarjev (69) se je legija vojskovala na Otonovi strani in bila v bitki z Vitelijem pri Bedriaku poražena. Vitelij jo je po porazu premestil v Hispanijo, vendar se je že leta 70 vojskovala v batavijskem uporu.

### Moguntiacum
Prvi znani bazni tabor I. pomožne legije je bil Moguntiacum, sedanji Mainz v Nemčiji. Tabor si je delila s XIV. legijo Gemina in se skupaj z njo ukvarjala predvsem z gradbenimi deli. Leta 83 se je v germanskih vojnah pod poveljstvom cesarja Domicijana vojskovala proti Hatom, germanskemu plemenu z druge obale Rena. Po vojnah sta bili obe legiji premeščeni v donavsko armado v provinci Panoniji, da bi se vojskovali proti Dačanom.

### Pia Fidelis
Po Domicijanovem umoru leta 96 je I. pomožna legija skupaj z donavsko armado igrala pomembno vlogo v rimski politiki in prisilila Nerva, da je za svojega naslednika privzel Trajana. Ko je Trajan zasedel rimski prestol, je dal legiji za njene zasluge vzdevek Pia Fidelis (verna in zvesta). V letih 101 do 106 je legija pod novim cesarjem skupaj s IV. legijo Flavia Felix in XIII. legijo Gemina podjarmila Dakijo. Pod Trajanom se je vojskovala tudi v pohodu proti Partskemu cesarstvu (115–117). Njegov naslednik Hadrijan je legijo poslal nazaj v Panonijo in jo namestil v Brigeciju. 
Naslednjih nekaj desetletij je legija ostala na donavski meji. Med vladavino  Marka Avrelija se je pod poveljstvom Marka Valerija Maksimijana bojavala v markomanskih vojnah. V letih 171 do 175 je bil njen poveljnik cesar Pertinaks, ki je vladal nekaj mesecev leta 193. Ko se je za rimski prestol potegoval Septimij Sever, se je I. pomožna legija udeležila njegovega pohoda na Rim.
Legija se je zatem za nekaj desetletij vrnila v Panonijo in nato sodelovala v več partskih vojnah: leta 195 in 197–198 pod Septimijem Severjem, leta 215–217 pod Karakalo in 244 pod Gordijanom III.
V 3. stoletju je za svoje zasluge dobila naslova Pia Fidelis Bis (dvakrat verna in zvesta) in Constans (zanesljiva). 